# Aix-Villemaur-Pâlis
Aix-Villemaur-Pâlis es una comuna nueva situada en el departamento de Aube, de la región de Alsacia-Champaña-Ardenas-Lorena.

## Historia
Fue creada el 1 de enero de 2016, en aplicación de una resolución del prefecto de Aube del 15 de diciembre de 2015 con la unión de las comunas de Aix-en-Othe, Palis y Villemaur-sur-Vanne, pasando a estar el ayuntamiento en la antigua comuna de Aix-en-Othe.

## Demografía
| Gráfica de evolución demográfica de Aix-Villemaur-Pâlis entre 1800 y 2012 |
|                                                                           |

Los datos parciales entre 1800 y 2012 son el resultado de sumar los parciales de las tres comunas que forman la nueva comuna de Aix-Villemaur-Pâlis, cuyos datos se han cogido de 1800 a 1999, para las comunas de Aix-en-Othe, Palis y Villemaur-sur-Vanne de la página francesa Ldh/EHESS/Cassini. Los demás datos se han cogido de la página del INSEE.

## Composición
| Comuna              | Código INSEE | Población (2013) | Superficie (km²) | Densidad (hab/km²) |
| ------------------- | ------------ | ---------------- | ---------------- | ------------------ |
| Aix-en-Othe         | 10003        | 2463             | 34,76            | 71                 |
| Palis               | 10277        | 619              | 20,89            | 30                 |
| Villemaur-sur-Vanne | 10415        | 502              | 19.65            | 26                 |